# Monastère de Rottenbuch
Le monastère de Rottenbuch est un ancien couvent des pères augustins. Actuellement il est habité par les sœurs de Don Bosco. Il se situe en Bavière, dans le diocèse de Munich et Freising, non loin de la célèbre église de pèlerinage de Wies.
Le monastère Saint-Pierre, Paul et Marie a été fondé en 1073 par le duc Welf IV de Bavière sur les conseils de l'évêque Altmann de Passau.  Au XIe siècle, la basilique romane a été transformée dans le style gothique et au milieu du XVIIIe siècle a été décorée par le stuccateur de Wessobrunn Joseph Schmuzer dans le style baroque. 
Le monastère fut sécularisé en 1803.
Des fabricants d'Aarau ont acquis la plupart des bâtiments pour être transformés en papeterie. Les sœurs de Don Bosco l'occupent depuis 1963.

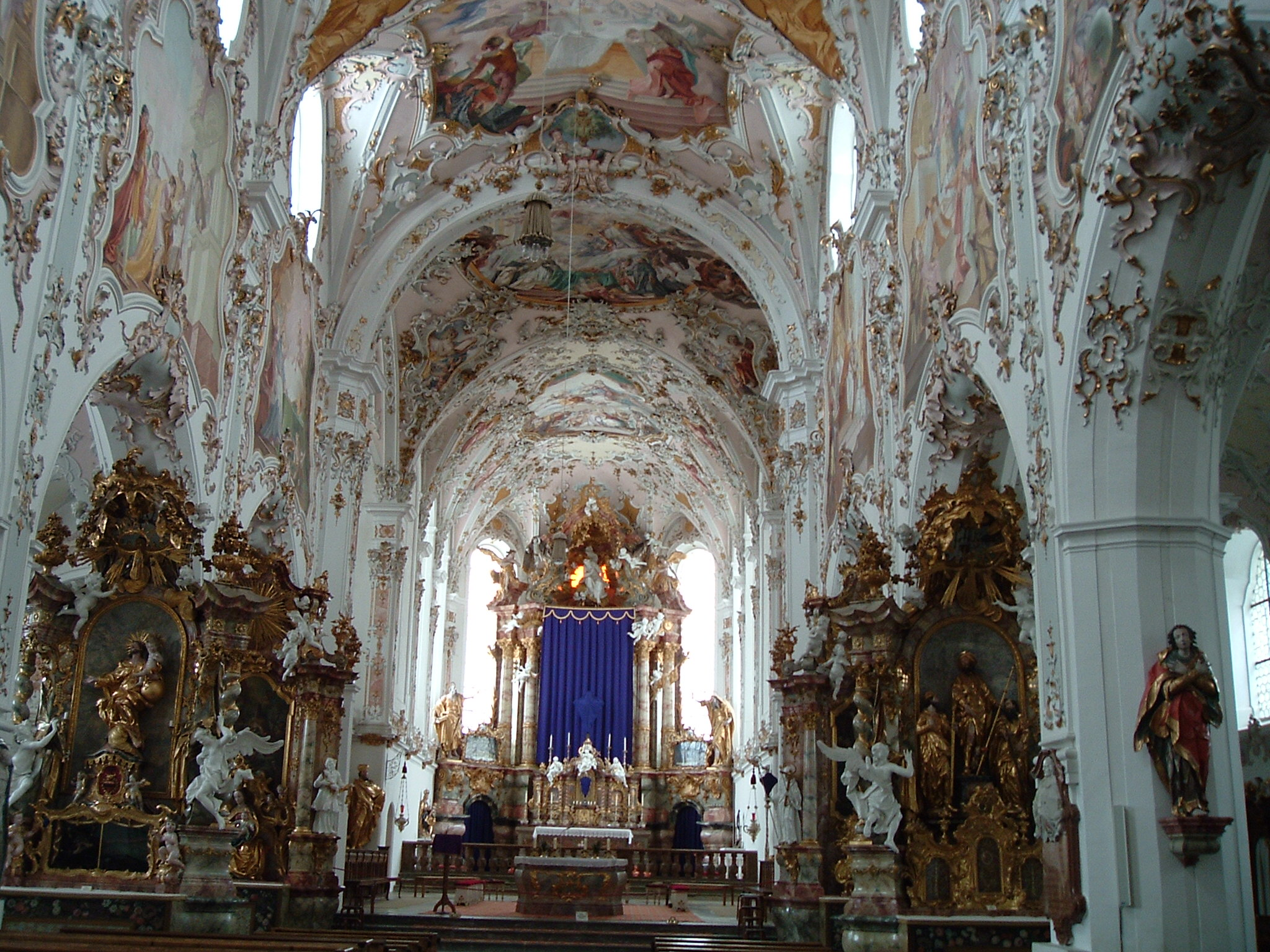
Nef et chœur
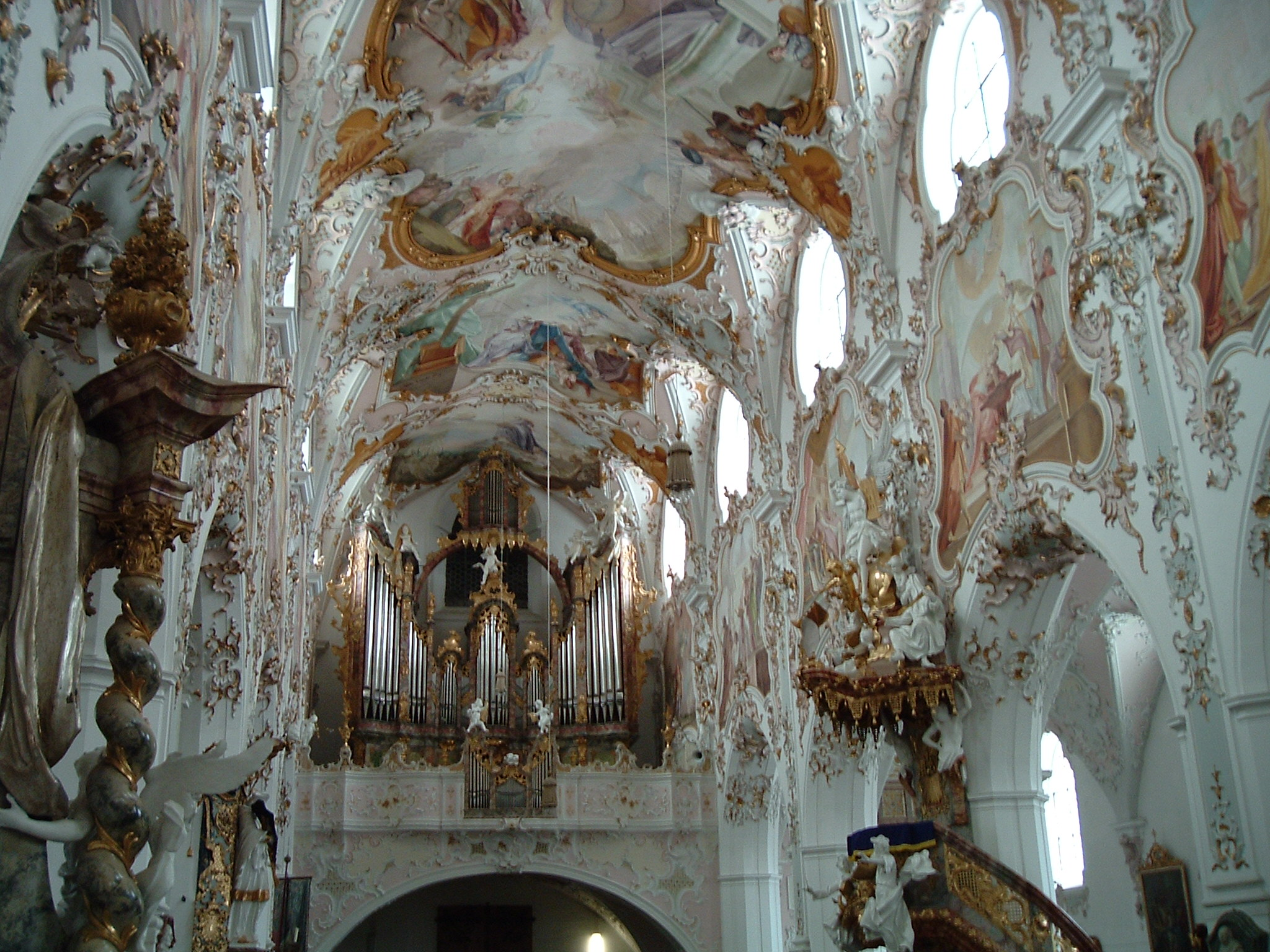
Nef et orgues
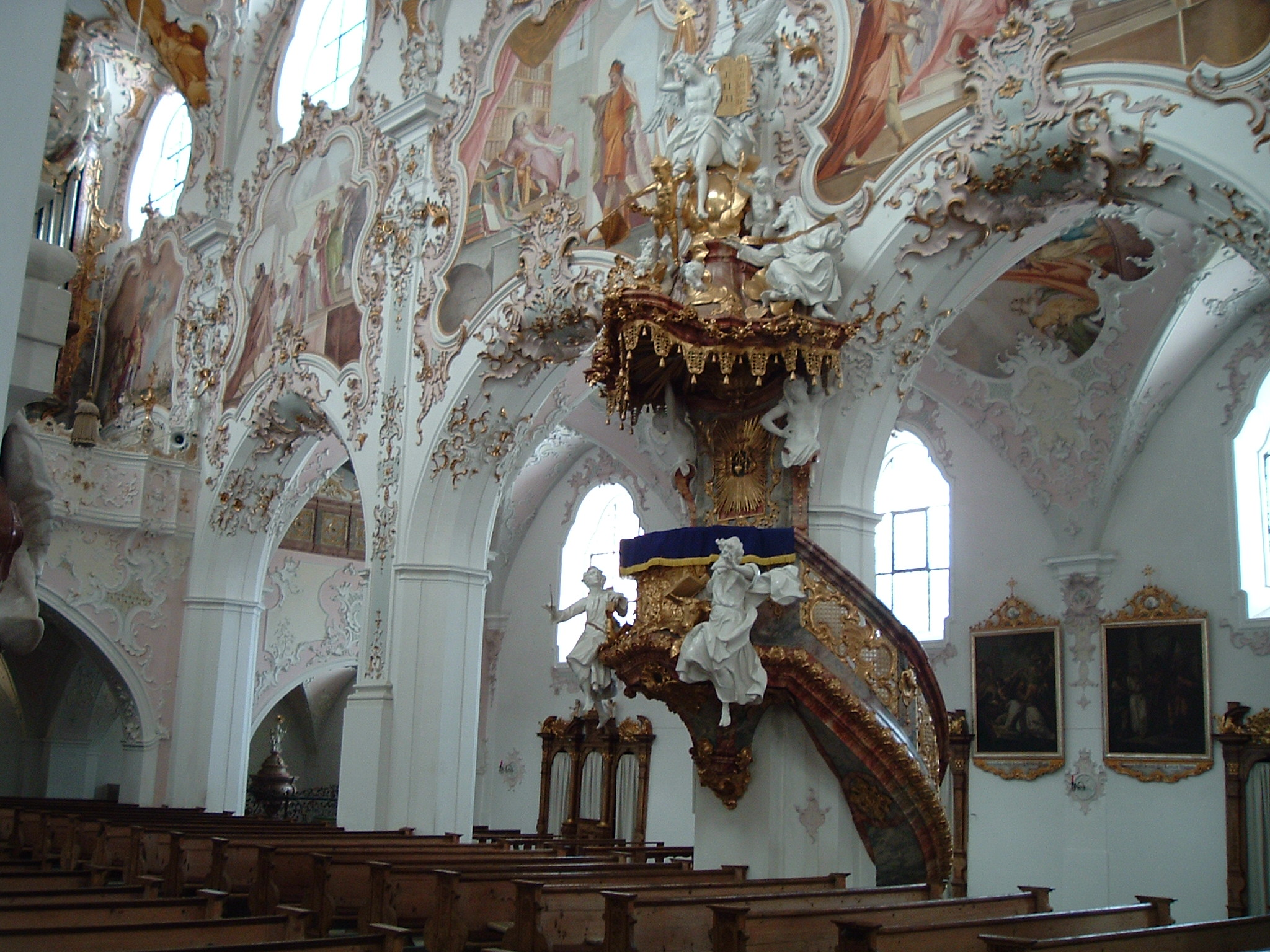
Chaire de vérité